# Valerián de Hungría
Valerián de Hungría è un poema cavalleresco di Dionís Clemente pubblicato per la prima volta nel 1540 a Valencia. Questa edizione, l'unica conosciuta in lingua originale, fu stampata il 2 agosto 1540 dal noto tipografo spagnolo Francisco Díaz Romano.

## Trama
Il poema è composto da due parti. Nella prima vengono narrate le avventure di Pasmerindo, re d'Ungheria e padre di Valerián, di Nestarcio, futuro imperatore di Germania, di Menadoro, re di Bohemia, e di Finariel, re di Francia. Tra i personaggi figura anche Arismenio, un saggio.
Nella seconda parte, molto più lunga rispetto alla prima e con più elementi fantastici, si raccontano le vicende di Valerián, innamorato della principessa Flerisena, e di altri cavalieri. Questa seconda porzione dell'opera ruota in particolare intorno al rapimento di Flerisena del mago Boralda, ed alla successiva liberazione della principessa ad opera di Valerián.

## Traduzioni
L'opera è stata tradotta due volte in lingua italiana: la prima delle due fu pubblicata tra il 1558 e il 1559 dal traduttore, scrittore e divulgatore scientifico italiano Pietro Lauro, e la seconda nel 1611.